# Kaptols murar
Kaptols murar (kroatiska: Kaptolske zidine) är en äldre och i en mindre del bevarad stadsmur i Zagreb i Kroatien. Den uppfördes åren 1469–1473 och omgav då bosättningen Kaptol som idag, tillsammans med Gradec, utgör Zagrebs historiska stadskärna. Av den forna stadsmuren finns idag den nordvästra delen kvar. 

## Historik
Kaptols murar uppfördes i sten på 1400-talet och ersatte tidigare försvarsverk bestående av palissader. Stadsmurens syfte var att försvara bosättningen från de i sydöst framryckande osmanerna. De muslimska osmanerna hade år 1463 intagit merparten av Bosnien och införlivat riket i sina domäner. Den 30 september 1491 trängde de in i Turopolje söder om Kaptol. Av rädsla för ett förestående angrepp lät Zagrebs dåvarande biskop åren 1512–1520 uppföra en separat mur med torn kring Zagrebs katedral.   

## Beskrivning
Den L-formade delen som finns kvar av muren löper mellan Opatovinaparken och Tkalčić-gatan. Biskop Duhs trappor (Stube biskupa Duha) förbinder genom en öppning i muren Kaptol med Tkalčić-gatan. I Opatovinaparkens en hörn finns murens bäst bevarade objekt, det kulturmärkta Prišlintornet.    